# Крушение на перегоне Новинка — Чаща
12 июня 1965 года в Ленинградской области на однопутном перегоне между станциями Новинка и Чаща Октябрьской железной дороги произошла железнодорожная катастрофа — столкнулись движущиеся навстречу пассажирский поезд № 12 Киев — Ленинград и грузовой поезд № 2409. В результате столкновения погибли локомотивные бригады обоих поездов (4 человека); в пассажирском поезде погиб 1 пассажир.

## Катастрофа
Дежурный по станции Новинка Иван Антонов был пенсионером, глухим на одно ухо. К тому же, он вышел на работу с похмелья. В это же время на участке было прервано действие средств сигнализации и регулирование движения поездов осуществлялось с помощью телефонной связи, что требует повышенной организованности и ответственности от работников службы движения.
Получив телефонограмму с запросом на отправление тепловоза ТГ102-112 с поездом № 12 Киев — Ленинград под управлением локомотивной бригады из депо Ленинград-Сортировочный-Витебский (ТЧ-9) в составе машиниста Сулло Кяхеря и помощника машиниста Фёдора Бусло со станции Чаща в направлении станции Новинка, дежурный по станции Иван Антонов не повторил текст телефонограммы и, видимо, не осознал её смысл, так как подтвердил готовность принять поезд и после этого послал встречную телефонограмму с запросом на отправление со станции Новинка на станцию Чаща тепловоза ТГ102-174 с грузовым составом № 2409 под управлением локомотивной бригады тоже из депо Ленинград-Сортировочный-Витебский в составе машиниста Бориса Бобкова и помощника машиниста Анатолия Суханова при том, что перегон между этими станциями однопутный. Получив от дежурного по станции Чаща подтверждение готовности принять тепловоз ТГ102-174 с грузовым составом № 2409, ДСП Иван Антонов передал машинисту Борису Бобкову и его помощнику Анатолию Суханову разрешение следовать на перегон под запрещающий сигнал выходного светофора.
На перегоне в месте встречи составов была закрытая кривая, из-за которой локомотивные бригады увидели друг друга слишком поздно, поэтому применение экстренного торможения не позволило избежать лобового столкновения. От удара топливо в обоих тепловозах вспыхнуло, что вызвало пожар, уничтоживший оба локомотива; обе локомотивные бригады погибли. В поезде № 12 Киев — Ленинград из 700 человек погиб один мальчик, сдавленный полками.
Считается, что большего числа жертв удалось избежать благодаря грамотным действиям машинистов и их помощников, которые, оказавшись в ситуации, когда избежать аварии было уже нельзя, и имея возможность самим покинуть локомотивы, до конца остались на своих местах и сделали всё возможное, чтобы снизить скорость и тем самым минимизировать последствия столкновения.

## Последствия

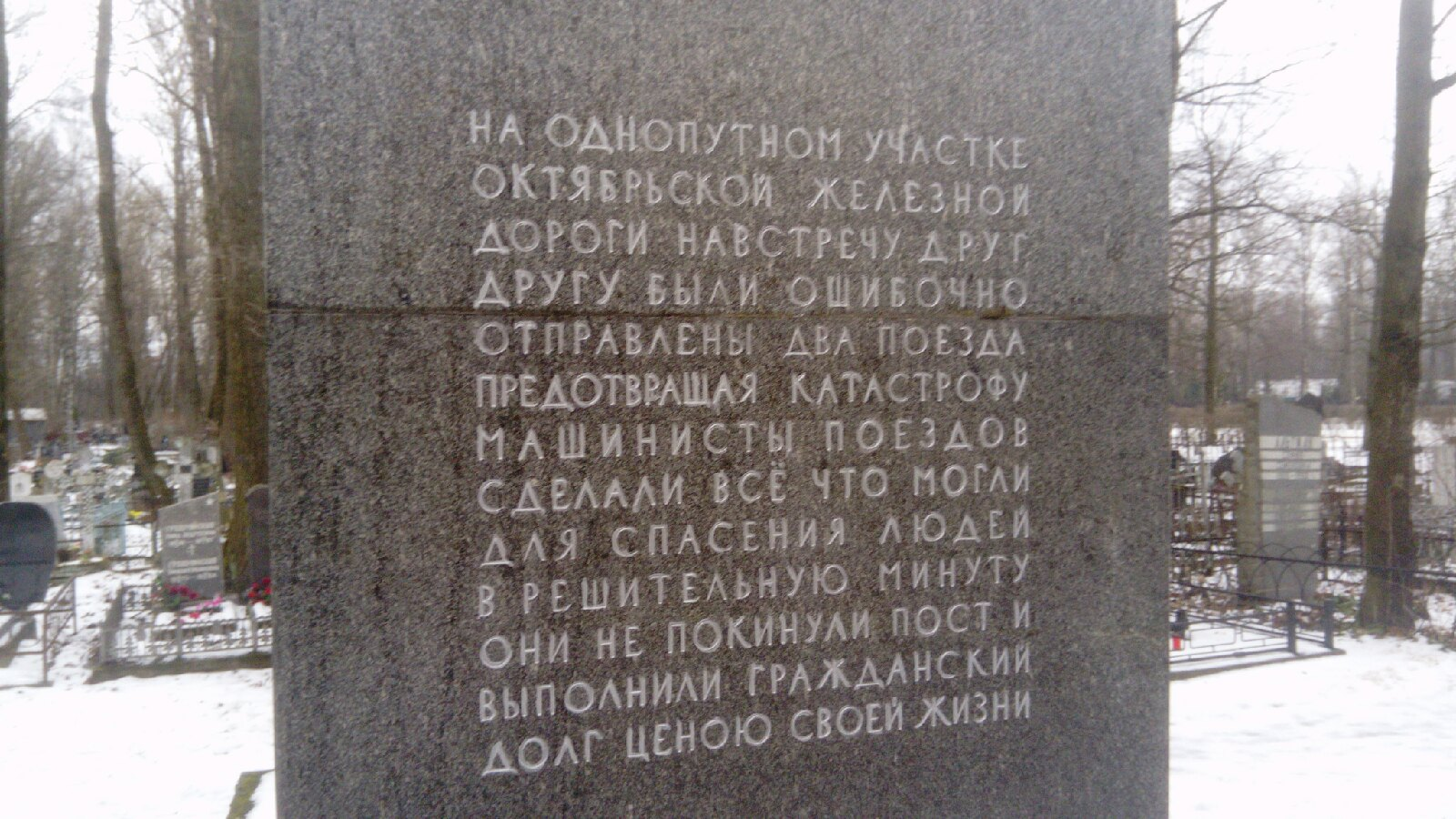
Мемориал погибшим машинистам поездов на Ново-Волковском кладбище

Члены локомотивных бригад обоих поездов были посмертно награждены орденами:
- Машинист поезда № 2409 Борис Бобков — орденом Трудового Красного Знамени;
- Помощник машиниста поезда № 2409 Анатолий Суханов — орденом «Знак Почёта»;
- Машинист Сулло Кяхерь — орденом Трудового Красного Знамени;
- Помощник машиниста Фёдор Бусло — орденом «Знак Почёта».

ДСП Новинка Антонов приговорён к тюремному заключению.

## Память

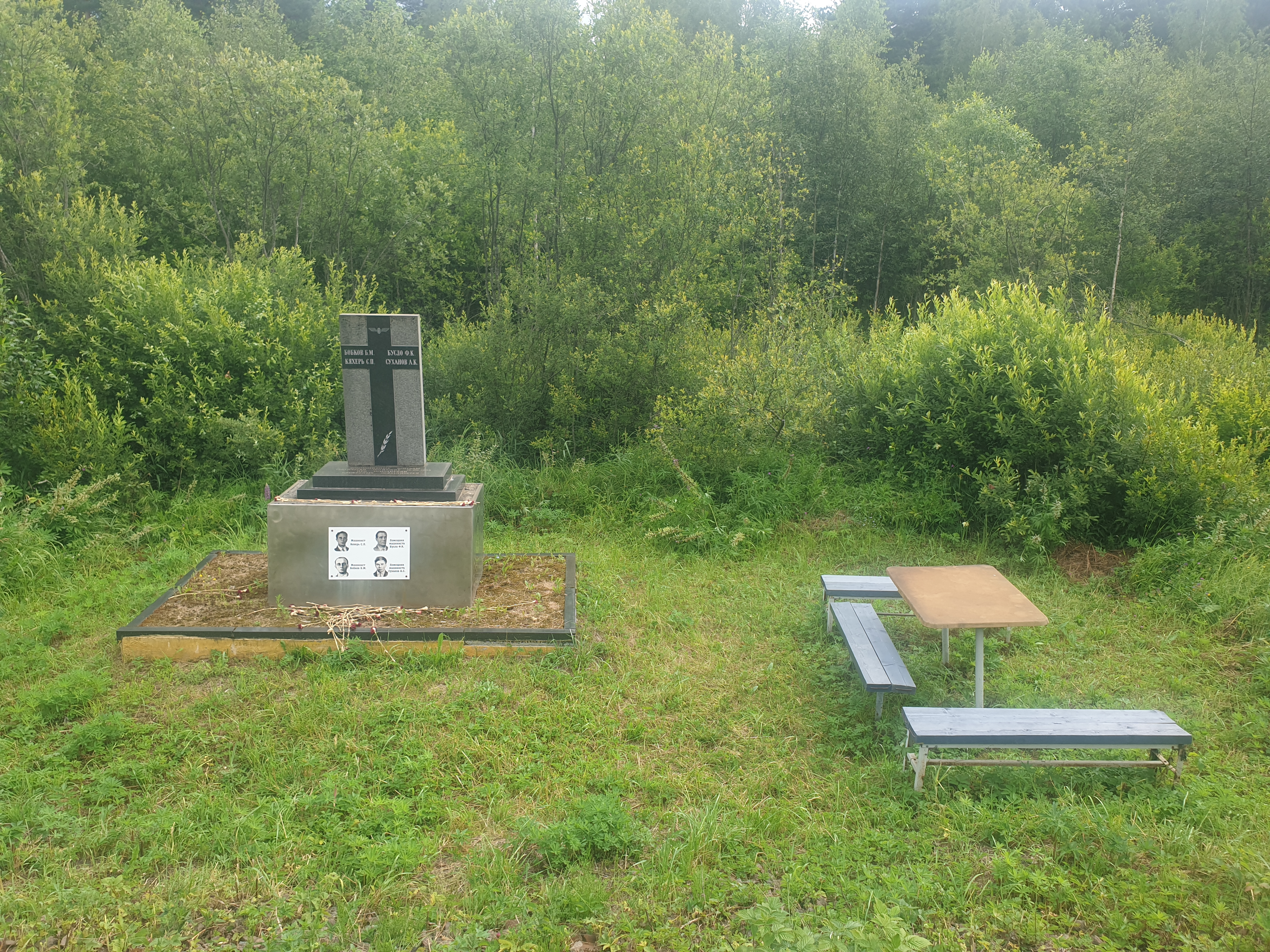
Памятник погибшим железнодорожникам у поворота кривой

На месте катастрофы, на расстоянии около 120 метров к северу от остановочного пункта 90-й километр, в том же году был установлен обелиск в память о погибших. 31 августа 2006 года на месте обветшавшего первого обелиска был открыт новый монумент. Совет ветеранов локомотивного депо Санкт-Петербург-сортировочный—Витебский выступил с предложением переименовать остановочный пункт 90 километр в платформу «Память мужества» — в честь подвига членов локомотивных бригад поездов, до конца выполнивших свой профессиональный и человеческий долг.
В июле 2010 года в Батецком, где жил Борис Бобков, была установлена памятная доска, а улица названа его именем. 
У локомотивных бригад была традиция давать гудок при проследовании этого места.
Именем Анатолия Суханова было названо Ленинградское городское профессионально-техническое училище № 34, но в пост-советское время, после переезда с Московского проспекта в Купчино и ряда переименований, Санкт-Петербургский лицей железнодорожного транспорта это имя уже не носит.